# محمد مصطفى ميرو
محمد مصطفى ميرو (1941 التل - 22 كانون الأول 2020 دمشق)، سياسي سوري شغل منصب رئيس الوزراء في سورية من 7 آذار 2000 إلى 10 أيلول 2003.

## النشأة والتعليم
ولد ميرو لعائلة سنية في مدينة التل في ضواحي دمشق في عام 1941. تخرج من جامعة دمشق حاملاً لشهادة اللغة العربية. في وقت لاحق حصل على درجة الدكتوراه في الآداب من جامعة يريفان أرمينيا.

## الحياة المهنية
أصبح ميرو عضواً في حزب البعث في عام 1966. انضم إلى اتحاد المعلمين العرب ليصبح الأمين العام للشؤون الثقافية والمنشورات. شغل منصب محافظ درعا من 1980 إلى 1986. تم تعيينه محافظاً لمحافظة الحسكة في عام 1986 وخدم في هذا المنصب حتى عام 1993. في عام 1993 أصبح محافظاً لحلب وبقي في منصبه حتى عام 2000. على الرغم من التوترات الإقليمية بين سورية وتركيا في ذلك الوقت، قيل إنه كان يتمتع بعلاقات جيدة مع الحكومة التركية وكان جزءًا لا يتجزأ من التعاملات بين الحكومتين. في يونيو 2000 أصبح شخصية بارزة في حزب البعث.
في 7 آذار 2000 قبل وفاة الرئيس حافظ الأسد بوقت قصير، تم تعيين ميرو رئيسًا للوزراء. وحلَّ ميرو محل محمود الزعبي الذي كان قد تولى السلطة منذ عام 1987 كرئيس للوزراء. أُعلن عن حكومة ميرو في 13 آذار 2000 وكُلفت بمهمة معالجة الإصلاحات الاقتصادية ومكافحة الفساد. بعد وفاة الأسد في عام 2000 تم تشكيل لجنة من 9 أعضاء للإشراف على الفترة الانتقالية، وكان ميرو من بين أعضائها.
احتفظ به الرئيس الجديد بشار الأسد، وتم ترقيته في صفوف حزب البعث الحاكم. ترأس ميرو وفداً وزارياً وتجارياً إلى العراق في آب 2001، ليصبح أول رئيس وزراء سوري يزور البلاد منذ حرب الخليج. في كانون الأول 2001، في محاولة لتحفيز الإصلاح الاقتصادي تم تكليف ميرو بتشكيل حكومة جديدة، والتي شهدت إعادة تنظيم واسع مع عدد من الوزراء «المؤيدين للإصلاح» المعينين في الحقائب الوزارية الإستراتيجية ذات الصلة بالاقتصاد أشرف رئيس الوزراء أيضا على تحسين العلاقات مع تركيا. في تموز 2003 أصبح ميرو أول رئيس وزراء سوري يزور تركيا منذ 17 عامًا، حيث وقع على ثلاث اتفاقيات حول الصحة والنفط والغاز الطبيعي والمسائل الجمركية.
استقال ميرو من المنصب في أوائل أيلول 2003، بسبب ما ورد عن ركود عملية الإصلاح الاقتصادي. ثم شغل رئيس البرلمان محمد ناجي العطري منصب رئيس الوزراء. واصل ميرو مسيرته السياسية كعضو في اللجنة المركزية لحزب البعث. انتهت ولايته في حزيران 2005 واعتزل السياسة.

## وفاته
توفي محمد مصطفى ميرو بدمشق، يوم الثلاثاء 7 جمادى الأولى 1442هـ الموافق 22 ديسمبر (كانون الأول) 2020م، إثر إصابته بمرض كورونا (كوفيد 19).

## روابط خارجية
- رئاسة مجلس الوزراء نسخة محفوظة 29 نوفمبر 2014 على موقع واي باك مشين..

| سبقه محمود الزعبي | رئيس وزراء سوريا آذار 2000 - أيلول 2003 | تبعه محمد ناجي عطري |